# 星形成
星形成（ほしけいせい、英: star formation）は、高密度の分子雲が重力で収縮して球状のプラズマとなり恒星が形成される過程のことをいう。星形成研究は天文学の一分野であり、星形成の前段階としての星間物質・巨大分子雲の研究や、その生成物としての若い恒星や惑星形成の研究とも関連する分野である。星形成の理論は一恒星の形成ばかりではなく、連星の統計的研究や初期質量関数を説明するものでもある。

## 理論的大枠
星形成に関する現在の理論によれば、分子雲のコア（高密度領域）は重力的に不安定で断片化し、収縮を始める（自発的星形成）か、超新星爆発などのような高エネルギーを発生する天文現象の衝撃波が引き金になって（誘発的星形成）付近の星雲で星形成が始まる。この重力収縮の段階で重力エネルギーの一部は赤外線で放射され、残りは収縮が加速する物体の中心部で温度を上昇させる。物質の降着は星周円盤形成の過程でも進行する。密度と温度が十分に上昇すると重水素の核融合がはじまり、これにより発生する電磁波の輻射圧で収縮の速度は低下する（が停止はしない）。星雲を構成する物質は次々と原始星に降着する。この段階で双極分子流が発生するが、その原因は降り注ぐ物質の角運動量の影響とみられる。最後に原始星の核で水素が核融合を始めると、これを取り巻く物質が吹き払われる。
原始星は成長過程でHR図上の林トラックを辿る。収縮は林トラックの末端まで続くが、その後はケルビン・ヘルムホルツ収縮の時間尺度で収縮が継続し温度は安定する。この段階で0.5太陽質量未満の恒星は主系列に合流する。これより質量が大きな原始星は、林トラックの終わりから靜水圧平衡に近い状態でゆっくり収縮を続け、ヘニエイトラックに移行する。
星形成の過程と段階は1太陽質量程度以下ではよく解明されている。しかし大質量星では星形成過程の時間が星の進化の時間スケール全体からみて短期間に過ぎず、その過程そのものもまだ十分わかっていない。原始星が成長して主系列に合流して以後の進化は恒星進化論の研究領域となる。

## 観測

オリオン大星雲（M42）は星形成が進行する代表的領域である。星雲を明るく照らす若い大質量星から星が芽吹くゆりかごとなる高密度ガス柱までをみることができる。この不安定な星形成領域は天文学上もっともドラマチックで天体写真の被写体になりやすいもののひとつである。

星形成の鍵を握る元素は、可視光域ではなく電波領域でのみ観測が可能である。分子雲の構造と原始星の影響は、1)近赤外域の減光量マップ（減光がある領域と減光がない近隣領域で単位視野面積あたりの恒星数を比較する）、2)星間塵の熱放射、3)COその他の分子の回転遷移による観測が可能である。2)、3)はミリ波帯やサブミリ波帯で観測される。原始星や若い星の電磁波放射は、赤外線天文学が対象とする波長域で観測されるが、これはこれらが形成される分子雲による減光がかなり大きく、可視光域で観測するのはまず無理だからである。分子雲は200-450μmに透明な窓があるほかは20-850μmまでのほぼ全域で不透明であり、観測には困難が伴う。この領域以外でも減光分を補償する何らかの手法が不可欠となる。各恒星の形成形態を直接観測できるのは銀河系内に限られ、それ以外の銀河における星形成は、特殊手法による質量スペクトル観測で検出されてきた。

## 研究の節目をつくった主な天体
- はくちょう座V1478星は1978年に発見された。誕生後わずか1000年と推定される。地球から1万光年離れているので、現在の実年齢は1万1000年である。
- VLA1623はクラス0の原始星の典型例で、質量の降着がまだ終了していない原始星の一種である。1993年の発見で、年齢は1万年に満たないとみられる[3]。
- L1014は最新の望遠鏡でのみ検出できるごく暗い天体であり、既存の分類に収まらないものの代表である。その位置づけはまだ不確定だが、これまで発見されたことがないもっとも若い小質量のクラス0の原始星、または超小質量の形成期を終えた天体（褐色矮星や浮遊惑星など）でありうる[4]。
- IRS8*は2006年8月に発見されたもっとも若い主系列星である。推定年齢は350万年である[5]。

## 小質量と大質量の星形成
質量が違うと、星形成のメカニズムにも違いが生じると考えられている。小質量星の形成理論では、分子雲が回転しながら重力による収縮で密度が上昇してゆくことで小質量星が形成されることが、多数の観測結果とよく合致している。すでに述べたように、回転するガスとダストが重力収縮して中央の原始星へと物質が集積し、星周円盤を形成してゆく。太陽質量の8倍より重い星では、星形成のメカニズムはまだ不明の点が多い。
大質量星は降着する物質を押し返すほどの、大量の電磁波を放射する。かつてはこの輻射圧は、質量の大きな原始星への物質降着を妨げると考え、太陽質量の数十倍を超える大質量星の形成をうまく説明できなかった。近年の理論研究では、ジェットとアウトフローで円盤の双極方向にできた空洞状の領域から、大質量星が放射する電磁波のほとんどが抜け出してしまい、物質の降着を妨げないことがわかってきた。そのため現段階では大質量星も、小質量星の形成と同じような機構で形成されるらしいと、考えられるようになった。
大質量星を取り巻く星周円盤の有力な証拠は、複数の天体で確認されている。大降着率説と合体説など大質量星の形成に関する複数の理論が、現在観測による検証を待つ段階にある。

## 第1世代天体
宇宙の誕生（約138億年前）から最初に形成された天体はどのようなものだったかについて、21世紀に入りようやく知見が深まってきている。
これまでは最も遠い天体からの光を観測することでその当時の天体の姿を知ることができたが、宇宙マイクロ波背景放射が始まる宇宙の晴れ上がりの時代（宇宙誕生から約38万年後）から、最も遠い天体の形成（2014年現在の観測では、MACS0647-JDの観測から、約5億年前）までの間は、まだ観測ができていない。
そこで、宇宙の大規模構造の観測（CfA赤方偏移サーベイ、 スローン・デジタル・スカイサーベイ、2dF銀河赤方偏移サーベイなど）とその成立過程のシミュレーションが先行して行われていたことから、併せて最初の天体の成立のシミュレーションも行われた。東京大学カプリ数物研、JPL、京都大学などがスーパーコンピューターを使った研究結果では、宇宙誕生から1億年後から3億年後までに輝きを放つ最初の星、すなわち”ファーストスター”が誕生したとしている。この成立過程は、まず6000万AUほど（約1000光年）のダークマターの銀河ハローが形成され、その中心の分子ガス雲に囲まれた領域に太陽質量の100分の1、密度は空気と水と中間程度の最初期の原始星が誕生し、周囲の豊富な物質を潤沢に取り込みながら最終的に太陽質量の40倍程度になったと報告している。第1世代の星々はこのようにして誕生し、それまで水素やヘリウムなどの軽い元素しかなかった宇宙に、星の内部の核融合反応によって、それよりも重い元素を生み出す機構が登場したことになる。
非常に遠い星の光学観測は困難を極める。加えてこのような非常に古い星は現在はほとんど残っていないかもしれない。しかし、星からのスペクトルの観測で、重い元素を含まない天体が見つかれば、それはこうした第1世代の星を含む可能性がある。2010年1月、ハッブル宇宙望遠鏡が観測した131億光年にある銀河の中に第1世代天体を含む可能性が高いことが解析の結果わかり、2014年2月には、オーストラリアの天文学者が11年をかけて地球から6000光年の距離に鉄などの重い元素を含まない推定130億歳の古い星を発見したと報じられたなど近年発見が相次いでいる。 
これらの第1世代天体がいつ生まれたかは、宇宙の再電離の時期を特定するための重要な情報を与える。